# SWEEPS-11
SWEEPS-11 (SWEEPS-11 b) ist ein Exoplanet, der den gelben Zwerg SWEEPS J175902.67-291153.5 alle 2,1374 Tage umkreist. Auf Grund seiner Masse wird angenommen, dass es sich um einen Gasplaneten handelt. Er wurde im Jahr 2006 mit Hilfe der Transitmethode vom Sagittarius-Window-Eclipsing-Extrasolar-Planet-Search-Projekt entdeckt. Der Planet umkreist seinen Stern in einer Entfernung von ca. 0,03 Astronomischen Einheiten und hat eine Masse von ca. 10 Jupitermassen. Er weist einen Radius von ca. 1,1 Jupiterradien auf.